# Fatuwa Harsaha
Fatuwa Harsaha – gaun wikas samiti w środkowej części Nepalu  w strefie Narajani w dystrykcie Rautahat. Według nepalskiego spisu powszechnego z 2001 roku liczył on 549 gospodarstw domowych i 3424 mieszkańców (1680 kobiet i 1744 mężczyzn).